# Medalla d'Egipte

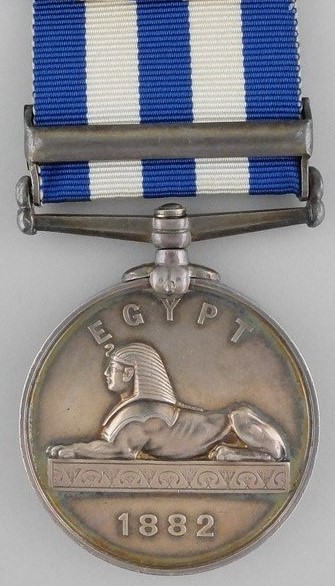
Revers

La medalla d'Egipte (1882–1889) (anglès: Egypt Medal) va ser atorgada per les accions militars que van implicar l'exèrcit britànic i la Royal Navy durant la guerra angloegípcia de 1882 i al Sudan entre 1884 i 1889.
El ressentiment per l'augment de la participació britànica i d'altres europees a Egipte des de l'obertura del canal de Suez el 1869 va desencadenar un motí de l'exèrcit egipci que va amenaçar l'autoritat del Kediv d'Egipte, Tewfik Pasha, recolzat pels britànics. La intervenció militar britànica va ser com a resposta, per protegir els interessos britànics. Un cop a Egipte, els britànics es van implicar en els conflictes del Sudan, que Egipte havia ocupat des de la dècada de 1820.
Tots els destinataris de la Medalla d'Egipte també eren elegibles per a una de les quatre versions de l'Estrella del Kediv.

## Descripció
La medalla tenia el següent disseny:
- Circular, en plata i 36 mil·límetres (1,4 polzades) de diàmetre.
- Anvers: el cap velat de la reina Victòria amb la llegenda llatina "VICTORIA REGINA ET IMPERATRIX". ("Victòria, reina i emperadriu").
- Revers: l'Esfinx en un pedestal amb la paraula "EGYPT" a sobre.[4] Les medalles per a la campanya de 1882 tenien l'any "1882" sota l'Esfinx. Els premis pel servei al Sudan de 1884 a 1889 no tenien data, encara que els que ja tenien la medalla de 1882 tenien el fermall corresponent afegit a la medalla datada existent.
- Denominació: el número, el rang, el nom i el regiment del destinatari estan gravats a la vora.[4]
- Cinta: 32 mil·límetres (1,25 polzades) d'amplada, amb tres franges blaves i dues blanques de la mateixa amplada.

## Fermalls
Es van atorgar un total de 13 fermalls, dos per a la guerra angloegípcia de 1882 i onze pel servei al Sudan entre 1884 i 1889:
- Alexandria 11 de juliol (1882)
- Tel-El-Kebir (13 de setembre de 1882)
- Suakin 1884 (19 de febrer - 26 de març de 1884)
- El-Teb (29 de febrer de 1884)
- Tamaai (13 de març de 1884)
- El-Teb – Tamaai (29 de febrer i 13 de març de 1884) Per als presents a les dues batalles
- El Nil 1884–85 Per al servei al sud d'Assuan el 7 de març de 1885 o abans com a part de l'expedició per rellevar el general Gordon, aleshores assetjat a Khartum.
- Abu Klea (17 de gener de 1885) Només atorgat juntament amb el fermall El Nil 1884–85
- Kirbekan (10 de febrer de 1885) Només atorgat juntament amb el fermall El Nil 1884–85
- Suakin 1885 (1 de març - 14 de maig de 1885)
- Tofrek (22 de març de 1885) Només atorgat juntament amb el fermall Suakin 1885
- Gemaizah 1888 (20 de desembre de 1888)
- Toski 1889 (3 d'agost de 1889)

Es van lliurar medalles sense fermall a:
- els que van servir a Egipte entre l'11 de juliol i el 14 de setembre de 1882, però no van estar presents al bombardeig d'Alexandria o a la batalla de Tel-El-Kebir;
- totes les tropes emprades al sud de Wadi Halfa entre el 30 de novembre de 1885 i l'11 de gener de 1886 i al sud de Korosko el 3 d'agost de 1889.

## Destinataris
Si bé la majoria dels que van rebre la medalla d'Egipte eren membres de l'Exèrcit Regular Britànic o de la Royal Navy, altres destinataris van incloure:
- Disset infermeres que van rebre la medalla sense fermall pels seus serveis l'any 1882 a Alexandria, Ismaïlia i en el vaixell hospital Carthage, del qual tres atorgats a infermeres estrangeres. Aquestes van ser les primeres medalles de campanya britàniques concedides a dones, tot i que més tard es van concedir diverses medalles de Sud-àfrica a les infermeres per a la campanya anterior de 1877-79.[6]
- 392 medalles amb fermall 'El Nil 1884-85', concedides als viatgers canadencs empleats al Nil, dels quals 46 també van rebre el fermall 'Kirbekan'.[5][7] Aquesta va ser la primera expedició a l'estranger dels canadencs en un conflicte imperial britànic. Treballats com a civils que no portaven uniforme, els viatgers incloïen 86 membres de les Primeres Nacions, la majoria Caughnawaga.[8]
- 720 medalles amb fermall 'Suakin 1885', concedides a una força de Nova Gal·les del Sud. Aquesta va ser la primera vegada que unitats australianes van ser enviades a l'estranger i van servir al costat de les tropes imperials.[5]
- Si bé pocs membres de l'exèrcit egipci van participar en campanyes sudaneses anteriors, la majoria de les tropes que van rebre ganxos 'Gemaizah 1888' i 'Toski 1889' pertanyien a l'exèrcit egipci, inclosos els batallons sudanesos recentment creats,[5] amb un esquadró del 20è d'Hússars essent l'única unitat britànica present a Toski i.[9]

## Medalla del setge de Khartum
Una condecoració no oficial relacionada amb la Medalla d'Egipte és el premi en tres graus que va ser dissenyat, encunyat i lliurat pel general Charles Gordon als oficials, soldats i civils que van participar en la defensa de Khartum, 1884-85.